# 우콰이춰역
우콰이추오역은 가오슝 첩운 귤선의 1역이다.

## 역 구조

### 승강장
| 지면     | 출입구                              | 출입구                                     |
| 지하 1층 | 승강장                              | 출입구                                     |
| 지하 1층 | 승강장                              | 화장실                                     |
| 지하 2층 | 1호 플랫폼                          | ←가오슝 첩운 귤선 하마센방면（문화종심역） |
| 지하 2층 | 플랫폼，문의 왼쪽 / 오른쪽 열립니다 |                                            |
| 지하 2층 | 2호 플랫폼                          | 가오슝 첩운 귤선 다랴오방면（지격관역）→   |

## 역 출입구
역의 북쪽의 서쪽 끝 부분에 위치한 출입구1,2，역의 남쪽 서쪽 끝에 위치한 출입구3，역의 남쪽의 동쪽 끝에 위치한 출입구4，역의 북쪽의 동쪽 끝에 위치한 출입구5,6이다.
- 출입구1：종증1로
- 출입구2：무묘로
- 출입구3：종증1로
- 출입구4：첸종흐묘지
- 출입구5：무묘로
- 출입구6：지엔민로